# Acanthoperga marlatti
Acanthoperga marlatti – gatunek błonkówki z rodziny Pergidae.

## Taksonomia
Gatunek ten został opisany w 1939 roku przez Roberta Bensona. Jako miejsce typowe podano obszar położony na wsch. od australijskiego miasta Dorrigo. Holotypem była samica.

## Zasięg występowania
Australia. Notowany w stanie Nowa Południowa Walia.

## Biologia i ekologia
Rośliną żywicielską jest drzewo Syzygium smithii z rodziny mirtowatych.